# Merimnetria homoxyla
Merimnetria homoxyla là một loài bướm đêm thuộc họ Gelechiidae. Nó là loài đặc hữu của Oahu.
Ấu trùng ăn Gouldia coriacea. Ấu trùng làm tổ kén trên thân cây chủ.